# Jigme Singye Wangchuck
Jigme Singye Wangchuck (dzongkha འཇིགས་མེད་སེང་གེ་དབང་ཕྱུག་; ur. 11 listopada 1955 w Thimphu) – czwarty król Bhutanu w latach 1972–2006, abdykował. Syn króla Jigme Dorji Wangchucka. Twórca pojęcia Szczęście narodowe brutto. 

## Życiorys
Urodził się 11 listopada 1955 w Pałacu Denchenchholing w Thimphu. O jego dzieciństwie wiadomo niewiele. Za sprawą nauczycieli domowych odebrał tradycyjną edukację buddyjską oraz ogólną. Następnie kontynuował naukę w St. Joseph's School w indyjskim Darjeeling, a po jej ukończeniu uczył się ekonomii w Londynie. Po powrocie do kraju w 1970, podjął studia na Ugyen Wangchuck Academy w Paro.
21 lipca 1972, kiedy miał niespełna siedemnaście lat, jego ojciec, trzeci król Bhutanu, zmarł na zawał serca po dwudziestu latach panowania. 24 lipca 17-letni Jigme Singye formalnie objął tron, tym samym stając się najmłodszym monarchą w historii swojego kraju. Koronacja odbyła się 2 czerwca 1974. Na tę uroczystość zaproszono wiele zagranicznych osobistości. Była to rzecz dotąd niespotykana, ponieważ wcześniej nikt niezwiązany pochodzeniowo z Bhutanem nie mógł przekroczyć granic kraju, a tym bardziej wejść do pałacu królewskiego. Był to koniec wieloletniej, międzynarodowej izolacji Bhutanu. Nowy król – tak jak wszyscy władcy Bhutanu – przyjął tradycyjny tytuł: „Druk Gyalpo”, co w języku dzongkha oznacza „Króla Smoka” (smok to narodowy symbol Bhutanu). 
Jigme Singye kontynuował politykę ojca w zakresie powolnej modernizacji kraju. Zażarcie szerzył kulturę bhutańską. W 1988, ze względu na postępującą okcydentalizację kraju, wprowadził prawo Driglam Namzha (dosłownie: „Etykieta i maniery”), które nakazywało wszystkim obywatelom nosić w miejscach publicznych tradycyjne stroje bhutańskie. W tym samym roku wprowadził do krajowych szkół nauczanie tradycyjnego języka bhutańskiego, dzongkha, i ustanowił go językiem urzędowym.
Do 1998 Bhutan był monarchią absolutną, w której pełnię władzy sprawował król. W 1998 Jigme Singye utworzył parlament bhutański i zmienił ustrój państwa na monarchię konstytucyjną. Ogłosił nowe, bardziej demokratyczne prawo, które nadal uznawało władzę króla, ten jednak nie mógł podejmować ważniejszych decyzji bez poparcia parlamentu. Parlament mógł też odwołać króla przy poparciu ponad 2/3 zgromadzonych. 
Pod koniec 2003 król zorganizował pierwszą w XXI wieku bhutańską kampanię wojskową przeciwko assamijskim i nepalskim separatystom, którzy najeżdżali południowy Bhutan. Kampania zakończyła się powodzeniem. 
Według wielu źródeł król prowadził prosty tryb życia – urzędował w niewielkiej, typowo bhutańskiej drewnianej chacie poza stolicą – Thimphu. Dotychczasowa siedziba trzech wcześniejszych królów, Thimphu Dzong, została udostępniona czterem żonom króla oraz zgromadzeniu narodowemu Czongdu. Podczas wystąpień publicznych król był miły i wesoły – za jego rządów Bhutan awansował o kilka miejsc w corocznych statystykach „Wskaźnika wesołości narodu”. 
17 grudnia 2005 król Jigme Singye Wangchuck publicznie ogłosił, że w 2008 odbędą się pierwsze w historii Bhutanu demokratyczne wybory parlamentarne. Równocześnie oświadczył, że w tym samym roku abdykuje na rzecz swojego syna, Jigme Khesara Namgyala Wangchuka. Abdykował jednak już 14 grudnia 2006.
Były król ma cztery żony, które są siostrami, i z którymi ma pięciu synów i pięć córek.